# Посольство Болгарии в Германии
Посольство Болгарии в Германии — официальная дипломатическая миссия Республики Болгария в Германии. Расположено в центре Берлина, в районе Митте на пересечении Лейпцигской улицы с Мауэрштрассе.
Современный посольский комплекс из железобетона был возведён для Посольства НРБ в ГДР в 1983 году по совместному болгаро-немецкому проекту и помимо самой миссии включает квартиры для сотрудников посольства и отель Kubrat. После Второй мировой войны дипломатическая миссия Болгарии размещалась в Панкове на вилле, некогда принадлежавшей табачному фабриканту Йозефу Гарбаты. До 1990 года вилла Гарбаты служила резиденцией посла Болгарии в ГДР. Перед зданием Посольства на открытом газоне на Мауэрштрассе в 2006 году была установлена скульптура «Пробить стену» работы Георгия Чапканова.